# Optisches Spektrometer
Ein optisches Spektrometer ist ein Spektrometer für sichtbares Licht und daran angrenzende Bereiche des elektromagnetischen Spektrums. Mit ihm können sowohl Emissionsspektren (spektrale Untersuchungen von Lichtquellen) als auch Absorptionsspektren und Aussagen zur frequenzabhängigen Reflexion gewonnen werden.

## Aufbau eines Prismen- oder Gitterspektrometers

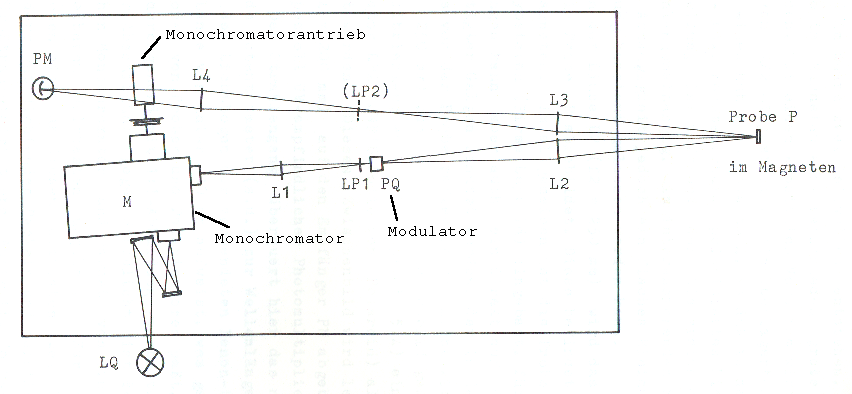
Spektrometer zur Untersuchung der Reflexion einer Probe im Magnetfeld

Folgender Aufbau ist typisch für ein Gitterspektrometer im VIS- oder NIR-Bereich:
Eine Lichtquelle LQ, je nach Wellenlängenbereich z. B.:
- Xenon-Hochdrucklampe (Gasentladungslampe, sichtbarer Spektralbereich und angrenzende Bereiche)
- Halogenglühlampe (sichtbar bis MIR)
- durchstimmbare Laser (Abbildungsoptik und Monochromator können entfallen)

Ein Abbildungssystem (im Bild zwei Spiegel) bildet die Lichtquelle LQ auf den Monochromatoreintrittsspalt ab. Ein justierbarer Monochromator M dient zum Einstellen der hindurchtretenden Wellenlänge. Er wird z. B. durch einen Schrittmotor angetrieben und liefert auch den Wert der Wellenlänge zur Auswertung.
Mit einem weiteren Abbildungssystem L1, L2 wird die Strahlung vom Monochromatoraustrittsspalt auf die Probe fokussiert.
Die zu untersuchende Probe P ist im Bild beispielsweise ein Reflektor. In anderen Fällen wird eine Probenkammer (Küvette) durchstrahlt oder die Lichtquelle selbst ist das zu untersuchende Objekt.
Mit dem Abbildungssystem L3, L4 wird das Signal auf einen Fotoempfänger PM abgebildet. Als Empfänger PM (siehe auch Strahlungsdetektor) kommen in Frage:
- Fotodioden und Halbleiterdetektoren für den sichtbaren und angrenzende Bereiche und – bei entsprechender Kühlung – auch bis in das mittlere Infrarot (MIR)
- Fotomultiplier (PM) für den sichtbaren Bereich und Ultraviolett
- Bolometer und pyroelektrische Sensoren im mittleren und fernen Infrarot

Ein Registrier- und Analysesystem führt die momentanen Werte von Monochromator-Wellenlänge und Empfängersignal zusammen, stellt sie in einer Messkurve dar und analysiert sie. Heute ist dies meist ein Computer mit entsprechenden Schnittstellen plus Software.

## Kompaktspektrometer
Es werden kompakte Geräte angestrebt, die einfach in beliebige Anwendungen eingesetzt werden können. Dabei soll auf alle beweglichen Teile verzichtet werden, was die benötigte Baugröße stark reduziert und auch die Reproduzierbarkeit der Messungen verbessert. Das wird erreicht, indem das in Farben zerlegte Licht von einer Photodiodenzeile empfangen und ausgewertet wird, wobei jeder einzelne Sensor für einen bestimmten Wellenlängenbereich (immer denselben) da ist. Die Messwerte für das komplette Spektrum liegen also parallel an den Einzelsensoren vor. Teile der Abbildungsoptik sind manchmal als Faseroptik ausgeführt.
Das hat gewisse Folgen für den Aufbau:
- Da hinter dem dispergierenden Element (weiterhin Prisma oder Gitter) der Strahl für jede Wellenlänge woanders verläuft, muss eine zu messende Probe unbedingt vor diesem Element in den Strahlengang eingefügt werden – beispielsweise eine Flüssigkeit in einer Küvette. Weiterhin ist eine Bauweise sowohl für Transmission als auch Reflexion möglich.
- Kompliziertere Elemente im Strahlengang wie beispielsweise bestimmte Modulatoren oder Hochfeldmagnete oder Kryostaten sind hierbei jedoch kaum einsetzbar.
- Die primäre Lichtquelle wird ebenfalls mit integriert. Wahlweise kann sie als wechselbarer Baustein angeflanscht werden.
- Das Auswertesystem muss angepasst werden, wird aber eher einfacher als komplizierter.
- Das ganze Gerät kann als kompakte, hermetisch geschlossene Box (ggf. mit Zugang für eine Probenschleuse) ausgeführt werden.

## FT-Spektrometer
FT-Spektrometer arbeiten nach dem Prinzip eines Interferometers, bei diesen wird das Signal während der Verstellung des Interferometers computergestützt anhand der Fouriertransformation (FT) hinsichtlich der enthaltenen Frequenzen ausgewertet. Hauptvorteil der FT-Spektrometer ist die geringere Messzeit, da im Gegensatz zu dispersiven Systemen (Prismen- oder Gitterspektrometer) die Probe nicht Schritt für Schritt mit einer sich ändernden Frequenz bestrahlt werden muss. Eingesetzt werden diese Spektrometer vor allem im Infrarotbereich (siehe auch: FTIR-Spektrometer), auf dem Markt sind aber auch FT-Spektrometer für andere spektroskopische Verfahren wie die Raman-Spektroskopie erhältlich.

## Varianten
Bei bestimmten Untersuchungen zur Fotoleitung bildet die Probe selbst den Empfänger, so dass eines der Abbildungssysteme und der Fotoempfänger entfallen.
Im MIR und Ultraviolett ab etwa 200 nm müssen die Abbildungen mit Hohlspiegeln (z. B. Aluminium auf Glas) erfolgen, da Glas nicht mehr transparent ist. Spiegel haben überdies den Vorteil einer wellenlängenunabhängigen Abbildungsgeometrie, während Linsen ohne Nachstellung nur für einen jeweils engen Spektralbereich verwendbar sind.
Zwischen Lichtquelle und Monochromator wird oft noch ein Modulator angeordnet, um bei der Auswertung des Empfängersignals das Signal besser vom Umgebungslicht abgrenzen zu können. Der Modulator kann z. B. ein Polarisationsmodulator oder eine einfache Chopperscheibe sein.
Es gibt auch Spektrometer mit einem Polychromator, die das Spektrum nicht sequenziell durchscannen, sondern simultan aufnehmen. Dabei wird das dispergierende bzw. brechende Element erst hinter der Probe angeordnet und das Spektrum von einer Zeilenkamera, also einer linearen Anordnung von Fotodioden, simultan empfangen, so dass die Auswerteelektronik nur noch diese Reihe von Empfängern abfragen und registrieren muss. Siehe auch Diodenarraydetektor.
Echelle-Polychromatoren verwenden Flächendetektoren zur Auswertung des Spektrums.

## Anwendungen
Optische Spektrometer werden vorwiegend zur Festkörperspektroskopie eingesetzt:
- Reflexionsspektren werden aufgenommen, indem ein Spektrum des Reflexionsgrades mit der Probe gemessen wird und anschließend ein Spektrum, bei dem die Probe durch einen Referenzspiegel mit bekanntem Reflexionsspektrum ersetzt ist. Als Referenzspiegelmaterial eignet sich für sichtbares Licht und Infrarot Aluminium (aufgedampft auf Glas), das ohne starke Strukturierung in diesem Wellenlängenbereich einen Reflexionsgrad von nahe 1 erreicht.
- Transmissions- bzw. Absorptionsspektren werden aufgenommen, indem das zu untersuchende Material am Ort einer Zwischenabbildung in den Strahlengang eingebracht wird. Dieses Spektrum wird dann mit einem Referenzspektrum ganz ohne Probe verglichen.
- Bei Fotoleitungsspektren wird die Probe als Empfänger benutzt. Als Referenz muss man hier die Probe durch einen Empfänger mit bekanntem Spektralgang ersetzen.

Zumindest die Absorptionsmessungen können per Küvette auch an Flüssigkeiten und im Extremfall an Gasen durchgeführt werden.
Je nach Details der Fragestellungen werden verschiedene optische Modulatoren eingesetzt, um ein Wechsellichtsignal zu erhalten, das gewisse (beispielsweise magnetooptische) Eigenschaften der Probe gezielt anspricht und das als elektrisches Signal nach dem Empfänger besser weiterverarbeitet werden kann (beispielsweise per Lock-in-Verstärker).

## Technische Umsetzungen
- Prismenspektrometer
- Gitterspektrometer
- Echellespektrometer
- Spektrograf
- Littrow-Spektrometer